# Костылев, Георгий Дмитриевич
Гео́ргий Дми́триевич Ко́стылев (7 [20] апреля 1913 — 30 ноября 1960) — советский лётчик-ас истребительной авиации ВВС ВМФ в советско-финской и Великой Отечественной войнах, Герой Советского Союза (23.10.1942). гвардии майор (16.01.1945).

## Биография
Родился в Ораниенбауме в семье рабочего, окончил 9 классов средней школы, затем лётную школу Осоавиахима. Работал на заводе «Красная заря», в 1934 году окончил Центральный аэроклуб им. Чкалова в Тушино. С апреля 1934 года работал инструктором-лётчиком в аэроклубе при заводе № 1 в Москве. С мая 1935 года — пилот авиазвена при Аэрографическом институте Гражданского Воздушного флота. С июня 1936 года — старший инструктор-лётчик в Центральном аэроклубе имени В. П. Чкалова Осоавиахима, где подготовил более 40 пилотов.
С декабря 1939 года служил в Военно-Морском Флоте. Был зачислен младшим лётчиком в 5-й истребительный авиационный полк ВМФ ВВС Краснознамённого Балтийского флота. Участвовал в советско-финской войне на истребителе И-16 (воздушных побед не имел), за боевые отличия в которой был удостоен ордена Красного Знамени. Также был повышен в должности до старшего лётчика, а затем и до командира звена этого полка.

### 5-й ИАП ВВС КБФ / 3-й ГвИАП ВВС КБФ
Великую Отечественную начал на истребителе И-16 (тип 29) в составе 5-го ИАП ВВС КБФ, но часть боёв провёл и на бывшем на вооружении других эскадрилий полка истребителе МиГ-3. Первый боевой вылет во время войны совершил 29 июня 1941 года, первую победу в воздухе одержал уже 15 июля, сбив в составе группы тяжёлый истребитель Me-110, а 22 июля сбил за один день три самолёта: сначала в одном воздушном бою два Ю-88 и позднее в другом боевом вылете один Me-110 (все победы в группе). На следующий день, 23 июля, над Ропшей Георгий Костылев одержал и свою первую личную победу, сбив бомбардировщик Ю-88. К концу июля на счету Костылева уже 7 воздушных побед.
В конце августа на новом самолёте ЛаГГ-3 сбивает Me-109, а 16 сентября в воздушном бою над линкором «Марат» в составе шестёрки, в которую также входил И. А. Каберов, рассеивает группу Ю-87, сбив один из них. Также принимал участие в защите линкора «Марат» от авианалёта 23 сентября.
2 ноября звено, в которое входили Костылев и Каберов, перехватило в районе острова Соммерс и уничтожило финский СБ (бомбардировщик АНТ-40 советского производства). Позже, летая вместе с Каберовым, он по ошибке сбил свой истребитель И-153, управляемый начальником штаба подполковником Бискупом, который по счастливой случайности остался жив — лётчики по привычке приняли его за финского лётчика.
В январе 1942 года 5-й ИАП ВВС КБФ за отличия в боях получил гвардейское звание и был переименован в 3-й гвардейский истребительный авиаполк ВВС КБФ. К тому времени командир звена 2-й эскадрильи Г. Д. Костылев имел на счету 18 воздушных побед, однако 5 февраля был сбит сам. Раненный в руку, он сумел воспользоваться парашютом, и ветер вынес его к своим.
К начале апреля 1942 года на счету Костылева были уже 233 боевых вылета, 59 воздушных боёв, 9 самолётов сбитых лично и 34 в составе группы. За эти подвиги он был представлен к присвоению звания Героя Советского Союза.
Указом Президиума Верховного Совета СССР «О присвоении звания Героя Советского Союза начальствующему составу Военно-морского флота» от 23 октября 1942 года за «образцовое выполнение боевых заданий командования на фронте борьбы с немецкими захватчиками и проявленные при этом отвагу и геройство» гвардии капитану Костылеву Георгию Дмитриевичу присвоено звание Героя Советского Союза с вручением ордена Ленина и медали «Золотая Звезда» за номером 654.
А пока наградные документы рассматривались в вышестоящих штабах, бои продолжались. В июле 1942 года Г. Костылев стал командиром эскадрильи в том же полку. С октября 1942 года командовал 12-й отдельной авиаэскадрильей ВВС КБФ. С мая по ноябрь 1942 года летал на ленд-лизовском истребителе «Харрикейн».
22 октября 1942 Костылев командует эскадрильей истребителей, уничтоживших 14 вражеских самолётов в бою за остров Сухо. В результате провалена попытка высадки вражеского десанта для прекращения движения по «Дороге жизни».
В январе 1943 года вернулся в свой 3-й гвардейский ИАП на должность командира эскадрильи.

### 4-й ГвИАП ВВС КБФ
В феврале 1943 года был во второй раз представлен к званию Героя Советского Союза, но трагический инцидент помешал ему в получении второй звезды героя. По случаю представления к награде Костылеву был предоставлен отпуск, во время которого он посетил жившую в осаждённом Ленинграде мать и познакомился с бытом ленинградцев. Незадолго до окончания отпуска Костылев познакомился с тыловым майором и был приглашён к нему в гости в Ораниенбауме. Контраст в жизни офицера и простых жителей настолько поразил Костылева, что между ним и майором возникла драка. В результате Костылев был осуждён, разжалован до рядового, лишён всех наград, новое представление к званию Героя было отозвано. Для отбытия наказания Костылев был направлен в 612-ю отдельную штрафную роту Балтийского флота, которая занимала участок фронта у деревни Усть-Рудица на Ораниенбаумском плацдарме.
В апреле 1943 года как искупивший вину (участвовал в успешных рейдах в немецкий тыл по захвату «языков») Костылев был возвращён в морскую авиацию и направлен в 4-й гвардейский истребительный авиационный полк ВВС КБФ. Правда, назначили его всего лишь на должность младшего лётчика. Ему помог командир 4-го ГИАП его фронтовой друг известный балтийский лётчик-ас Герой Советского Союза В. Ф. Голубев, который выразил желание принять Костылева в свой полк (до этого командир 3-го ГИАП майор Н. М. Никитин отказался от возвращения Костылева в свой полк). В первом же бою 21 апреля Костылев сбил над Копорским заливом финский «Фиат» G.50, а затем, прижав к воде второй, позволил сбить его своему ведомому. Через несколько дней после этого боя, 27 апреля, Костылев был назначен командиром звена, а в конце мая — командиром эскадрильи. Тогда же его восстановили в воинском звании «гвардии капитан» (до этого воевал и командовал звеном в звании «краснофлотец») и вернули изъятые при аресте ордена.
Сражаясь на Ла-5 в этом полку сбил 4 самолёта, в том числе три FW-190.

### Последние 2 года войны

Могила Г. Костылева.

С июля 1943 года служил в должности старшего инспектора-лётчика Управления боевой подготовки и формирований Главного управления ВВС ВМФ (отвечал в нём за ВВС Краснознамённого Балтийского Флота и большую часть времени проводил на Балтике). В этой должности полёты ему запрещались, однако этот запрет при каждой возможности нарушался. Прибывая в различные части с инспектированием, Костылев сбил ещё несколько самолётов, при этом победы не записывались на его имя.
С июня 1944 года служил помощником командира по лётной подготовке и воздушному бою 4-го гвардейского истребительного авиаполка ВВС КБФ, с июля 1944 по январь 1945 года — на той же должности в 3-м гвардейском истребительном авиаполку ВВС КБФ. В последний год войны летал на истребителе Ла-5. По официальным данным, 4 августа 1944 года одержал свою последнюю победу, сбив ФВ-190.
В январе 1945 года был отозван с фронта и направлен на учёбу на Высшие офицерские курсы ВВС ВМФ, которые тогда действовали в городе Моздок. Окончил курсы уже после Победы.
Данные об общем количестве побед Г. Д. Костылева по различным публикациям и источникам не совпадают. Всего совершил от 400 до 418 боевых вылетов, принял участие в 89 (по другим данным 112) воздушных боях. По разным публикациям о Герое, называются такие данные: по последней сохранившейся фронтовой характеристике (1944 год) — 9 личных и 34 в группе, по данным Н. Бодрихина — не менее 20 лично и 34 в группе, по книге М. Ю. Быкова «Все асы Сталина» — 7 лично и 29 в группе, по данным более поздних исследований М. Ю Быкова — 10 лично и 33 в группе, по данным на одной странице сайте «Красные соколы» — 46 всего и ниже — 10 лично и 35 в группе, что в сумме даёт 45 побед, по данным В. Звягинцева — 10 лично и 33 в группе, по данным авторов фильма о Г. Д. Костылеве на телеканале «Звезда» Лины Давыдовой и Василия Соколова — 11 личных и 32 в группе, по данным журналиста и публициста Е. Овсянкина — 12 лично и 34 в группе и т. д.

### После войны
После войны первоначально остался на службе в ВМФ. После окончания курсов 26 июля 1945 года вновь стал помощником командира по лётной подготовке и воздушному бою 3-го гвардейского истребительного авиаполка (полк тогда прибыл на постоянное место дислокации в городе Либава). Однако в июле 1946 года был уволен в запас.
С ноября 1946 по декабрь 1947 года работал директором пивоваренного завода № 3 в Риге. В июне 1948 — июне 1949 годов — помощник машиниста паровоза на железнодорожном участке строительства Верхне-Свирской ГЭС в посёлке Подпорожье Ленинградской области. С апреля 1950 года работал директором Ломоносовского литейно-механического завода в родном городе, а с июля 1951 года — начальником слесарно-механического цеха на Ломоносовском горпромкомбинате.
В декабре 1951 года вновь служил в ВМФ СССР, будучи штурманом пункта управления и наведения 90-й истребительной авиационной дивизии ВВС 8-го ВМФ (Балтика). Вторично уволился в запас в июле 1953 года.
Уехал в город Бодайбо Иркутской области, где с сентября 1953 года работал контрольным мастером на Центральных ремонтно-механических мастерских Государственного Всесоюзного Ленского золотопромышленного треста Лензолото. С июня 1955 года работал машинистом мотовоза на торфопредприятии «Элламаа» в Эстонской ССР. С мая по июль 1957 года — рабочий в Красноборском леспромхозе (Подпорожье, Ленинградской области). В сентябре 1957 года вернулся в Ломоносов, где до конца жизни работал каменщиком в артели инвалидов «Рассвет».
Умер 30 ноября 1960 года. Похоронен в соответствии с завещанием на мемориальном кладбище в Мартышкино.

## Список воздушных побед
| Список воздушных побед Г. Д. Костылева | Список воздушных побед Г. Д. Костылева | Список воздушных побед Г. Д. Костылева | Список воздушных побед Г. Д. Костылева |
| № п/п                                  | Дата победы                            | Тип самолёта                           | Место победы                           |
| -------------------------------------- | -------------------------------------- | -------------------------------------- | -------------------------------------- |
| **                                     | 15.07.1941                             | Ме-110                                 | Лосгалово                              |
| **                                     | 22.07.1941                             | Ме-110                                 | Ропша                                  |
| **                                     | 22.07.1941                             | Ю-88                                   | Ропша                                  |
| 1                                      | 23.07.1941                             | Ю-88                                   | Веймарн                                |
| **                                     | 25.07.1941                             | Ю-88                                   | Клопицы                                |
| **                                     | 31.07.1941                             | Ме-109                                 | Волосово                               |
| **                                     | 01.08.1941                             | Ме-109                                 | ст. Волосово                           |
| **                                     | 01.08.1941                             | Хе-112                                 | ст. Волосово                           |
| **                                     | 11.09.1941                             | Хш-126                                 | Красное Село                           |
| **                                     | 11.09.1941                             | Ю-87                                   | Красное Село                           |
| **                                     | 11.09.1941                             | Ме-109                                 | Красное Село                           |
| **                                     | 21.09.1941                             | Хе-111                                 | Кронштадт                              |
| **                                     | 21.09.1941                             | Ю-88                                   | м. Иннониеми                           |
| **                                     | 16.10.1941                             | Ю-88                                   | Ропша                                  |
| **                                     | 02.11.1941                             | «Бленхейм»                             | Лавансаари                             |
| **                                     | 03.12.1941                             | «Фоккер» Д.21                          | о. Лавансаари                          |
| **                                     | 18.12.1941                             | Ю-88                                   | Влоя                                   |
| **                                     | 18.12.1941                             | Ю-88                                   | Влоя                                   |
| **                                     | 21.01.1942                             | Ме-109                                 | зап. Лодва                             |
| **                                     | 13.03.1942                             | Ме-109                                 | сев. Виняголово                        |
| **                                     | 14.03.1942                             | Ю-88                                   | юго-вост. разъезд Жарок                |
| **                                     | 14.03.1942                             | Ю-88                                   | юго-вост. разъезд Жарок                |
| **                                     | 16.03.1942                             | Ме-109                                 | Кондуя                                 |
| **                                     | 16.03.1942                             | Хш-126                                 | юж. Погостье                           |
| **                                     | 17.08.1942                             | «Брюстер»                              | о. Валаам                              |
| **                                     | 17.08.1942                             | «Брюстер»                              | о. Валаам                              |
| **                                     | 18.08.1942                             | Ме-109                                 | Борки                                  |
| **                                     | 18.08.1942                             | Ме-109                                 | Борки                                  |
| 2                                      | 26.08.1942                             | «Брюстер»                              | о. Коневец                             |
| **                                     | 26.09.1942                             | Ме-109                                 | Лобаново — Арбузово                    |
| 3                                      | 28.09.1942                             | Ме-109                                 | Колпино                                |
| **                                     | 29.09.1942                             | Ю-88                                   | сев. Мга                               |
| 4                                      | 29.09.1942                             | Ме-109                                 | Павлово                                |
| 5                                      | 21.04.1943                             | «Фиат»                                 | о. Гогланд                             |
| 6                                      | 02.06.1943                             | ФВ-190                                 | о. Кирккомансаари                      |
| 7                                      | 04.08.1944                             | ФВ-190                                 | юго-зап. Тойла                         |

Всего воздушных побед: 7+29
боевых вылетов — 418
воздушных боёв — 112
** — групповые победы

## Награды
- Медаль «Золотая звезда» Героя Советского Союза (23.10.1942)[21]
- Два ордена Ленина (21.10.1942[22], 23.10.1942)
- Два ордена Красного Знамени (21.04.1940, 13.11.1941[23])
- Медаль «За оборону Ленинграда» (1943)[24]
- Медаль «За победу над Германией» (09.1945)[25]

## Память

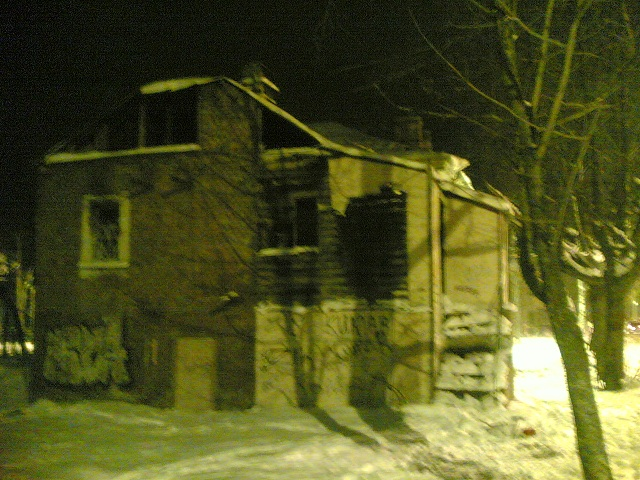
Дом героя на улице его имени.

- В честь Героя в 1965 году Пионерскую улицу города Ломоносов, бывшую Елизаветинскую, переименовали в улицу Костылева.
- К 100-летию со дня рождения уроженца Ораниенбаума лётчика-истребителя Георгия Костылева, ставшего прототипом главного героя романа Чуковского «Балтийское небо», краеведческий музей подготовил программу «Непобедимый ас Герой Советского Союза Георгий Дмитриевич Костылев». Петербургский дневник // декабрь, 2012.
- «Балтийское небо» — двухсерийный художественный фильм, снятый в 1960 году режиссёром Владимиром Венгеровым по одноимённому роману Николая Чуковского. Прототипом главного героя Константина Лунина, которого играет Пётр Глебов, стал Г. Д. Костылев[27].
- В мае 2021 года памятная доска установлена на территории 426-й гимназии в Ломоносове[28].